# GIMP
GIMP (The GNU Image Manipulation Program) — растровий графічний редактор, із деякою підтримкою векторної графіки.
Проєкт розпочали 1995 року Spencer Kimball і Peter Mattis як навчальний проєкт в Берклі. В 1997, після закінчення ними університету, GIMP став частиною проєкту GNU. Програма підтримується та розвивається товариством добровольців, ліцензована за умовами GNU General Public License версії 3+, починаючи з релізу 2.8. Символом GIMP є койот Вілбер (Wilber). Програма працює на системах Microsoft Windows, Gnu/Linux, FreeBSD (або OpenBSD), MacOS X, OpenSolaris.
До сфер застосування GIMP належать цифрове ретушування знімків, створення цифрової графіки, комбінування й цифрова обробка зображень, автоматизовані операції над графічними файлами, перетворення файлів з одного формату в інший.
GIMP часто використовується як вільна й безплатна альтернатива до Adobe Photoshop.

## Позиціонування GIMP
Протягом тривалого часу GIMP створювався з врахуванням побажань користувачів, але в основному згідно з поглядами розробників і без залучення експертів з ергономіки. Цілісного бачення проєкту спершу не було. Щоб вирішити накопичені в результаті цього проблеми, було вжито низку заходів.
У 2005 році проєкт GIMP був зареєстрований учасником програми OpenUsability [Архівовано 4 лютого 2012 у Wayback Machine.]. На конференції Libre Graphics Meeting в березні 2006 року відбулася перша зустріч представників OpenUsability і команди розробників GIMP, в ході якої було визначено бачення GIMP як продукту для кінцевих користувачів:
- GIMP є вільним ПЗ;
- GIMP є високоякісним додатком для фоторетушування і дозволяє створення оригінальних зображень;
- GIMP є високоякісним додатком для створення екранної і вебграфіки;
- GIMP є платформою для створення потужних і сучасних алгоритмів обробки графіки вченими і дизайнерами;
- GIMP дозволяє автоматизувати виконання повторюваних дій;
- GIMP є легко розширюваним за рахунок простого встановлення додатків.

Ці тези визначають подальший розвиток GIMP.
Восени 2006 року в рамках проєкту OpenUsability було проведено дослідження, результати якого поступово оформлюються в вигляді рекомендацій та специфікацій і реалізуються.

## Можливості

### Кольори та інструменти для малювання
До GIMP стандартно входять 48 пензлів, також користувач може створювати свої або додавати пензлі, створені іншими. Пензлі можуть використовуватися для малювання з різним ступенем прозорості та стирання. GIMP використовує простір кольорів RGB, індексований колір або відтінки сірого (grayscale). В наступних версіях програми планується додати режим CMYK. Палітра GIMP дозволяє визначати кольори як RGB, HSV, CMYK, а також шістнадцятковий запис кольору (зазвичай використовується в HTML).

### Градієнти
GIMP підтримує градієнти, що є інтегрованими з іншими інструментами для малювання. Стандартно програма містить більше 80 градієнтів, з можливістю додавати власні градієнти та змінювати існуючі.

### Виділення
В GIMP можна застосовувати прямокутні або еліптичні виділення, виділення довільної форми, виділяти ділянки за кольором, а також виділяти суміжні ділянки (аналог інструменту Magic Wand в Adobe Photoshop).

### Шари, канали та прозорість
GIMP має підтримку шарів (англ. layer) зображення, а також прозорих шарів. Видимість шару може бути увімкнута, вимкнута або шар може бути напівпрозорим. Програма підтримує прозорі та напівпрозорі зображення.
Канали додають різні типи прозорості та ефектів кольору до зображення.

### Контури
GIMP може створювати контури, що містять сегменти кривих Без'є. Контури можуть бути збережені. Межі контуру і контур можуть бути заповнені кольором або градієнтом.
Контури — корисний інструмент, що дозволяє створювати складні виділення. Інструмент ножиці може використовуватись для створення контуру за кольором.

### Фільтри та ефекти
GIMP має приблизно 150 стандартних фільтрів та ефектів, включаючи фільтри розмивання, додавання шуму, підвищення різкості та інші.

### Написання скриптів
GIMP підтримує автоматизацію за допомогою макросів та скриптів за підтримки вбудованого Scheme або зовнішнього (Perl, Python або Tcl) інтерпретатора.

## Розробка
Для створення інтерфейсу користувача GIMP використовує бібліотеку GTK+. Середовище GTK+ спочатку розроблювалося як частина GIMP для заміни закритого інструментарію Motif, що використовувався програмою. GIMP та GTK+ спочатку були розроблені для середовища X Window на UNIX-подібних операційних системах, згодом була здійснена їх адаптація до Microsoft Windows, MacOS X, а також деяких інших операційних систем.
GTK+ підтримує велику кількість мов для інтерфейсу користувача (серед них є й українська), а також дозволяє
змінювати мову інтерфейсу.
У майбутніх версіях GIMP очікується поглиблення інтеграції з бібліотекою GEGL, що дозволить реалізувати використання обчислювальної потужності графічних процесорів для низькорівневих графічних обрахунків та здійснювати недеструктивне редагування (тобто накладання змін зі збереженням можливості редагування первинного матеріалу).

## Підтримувані типи файлів

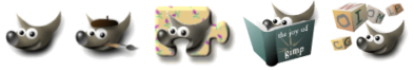
Логотипи GIMP з Вільбером

GIMP може відкривати та зберігати такі типи файлів:
- XCF, власний формат файлів GIMP (.xcf, або архівований як.xcf.gz або.xcf.bz2)
- Файли пензлів GIMP (.gbr, .gbp та анімований .gih)
- Шаблон GIMP (.pat)
- Autodesk flic анімація (.fli)
- DICOM (.dcm або .dicom)
- PostScript файли (.ps, .ps.gz та .eps, для повноцінної підтримки потрібен GAP (GIMP Animation Package))
- астрономічні зображення FITS (.fits або .fit)
- Scalable vector graphics (.svg)
- Microsoft Windows ICO (.ico)
- Microsoft аудіо-відео AVI файли (.avi)
- Bitmap файли (.bmp)
- файли Paintshop Pro (.psp або .tub)
- файли Adobe Photoshop (.psd та .pdd)
- GIF зображення та анімацію (.gif)
- зображення Joint Photographic Experts Group (.jpeg, .jpg або .jpe)
- зображення Portable Network Graphics (.png)
- Tagged Image File Format (.tiff або .tif)
- TARGA (.tga)
- X Window bitmap зображення (.xbm, .icon або .bitmap)

GIMP може імпортувати (відкривати але не зберігати) такі формати файлів:
- Adobe PDF files (.pdf)
- Raw image formats (використовуються деякими фотокамерами, переважно DSLR), при умові встановлення в програму відповідних плагінів: UFRaw  [Архівовано 21 квітня 2013 у WebCite] або Photivo [Архівовано 4 листопада 2011 у Wayback Machine.].

## Вільбер
Вільбер є талісманом GIMP і вигаданий Туомасом Куосманеном (Tuomas «tigert» Kuosmanen).

#### Керівництва та посібники по GIMP
- Руководство пользователя Gimp 2.8 [Архівовано 16 грудня 2015 у Wayback Machine.](рос.) (інтегрована довідка Gimp)
- Grokking the Gimp — книга про основи роботи в GIMP (англ.)
- Gimp·o·l·ogy [Архівовано 6 січня 2009 у Wayback Machine.] — збірник керівництв по редагуванню фотографій у GIMP(англ.)
- Денис Колисниченко. GIMP 2. Бесплатный аналог Photoshop для Windows/Linux/Mac OS (+ CD-ROM). — БХВ-Петербург, 2008. — 400 с. — 2000 прим. — ISBN 978-5-9775-0320-4.
- Хахаев И. А. Свободный графический редактор GIMP: первые шаги (+CD). — ALT Linux; ДМК-пресс, сентябрь 2009. — 232 с. — 1000 прим. — ISBN 978-5-9706-0041-2.
- Панюкова Т.А. GIMP и Adobe Photoshop: Лекции по растровой графике. — Либроком, 2010. — 280 с. — ISBN 978-5-397-00905-8.
- Список паперових та електронних книжок по GIMP [Архівовано 21 грудня 2015 у Wayback Machine.]